# Markus Ryffel
Markus Ryffel, född 5 februari 1955 i Bern, Schweiz, är en schweizisk friidrottare inom långdistanslöpning.
Han tog OS-silver på 5 000 meter vid friidrottstävlingarna 1984 i Los Angeles.